# Andrea Contrario
Andrea Contrario, né vers 1430, à Venise et mort à Naples vers 1496, est un humaniste italien de la Renaissance.

## Biographie
Né vers 1430, à Venise, d'une famille pauvre, il s'applique des sa jeunesse à la culture des langues. Il embrassa l'état ecclésiastique afin de pouvoir se livrer à l'étude et, après avoir reçu les ordres sacrés, il se rendit à Rome, où Francesco Barbaro lui ménagea la protection du cardinal Ludovico Trevisano, patriarche d'Aquilée. Sur la recommandation de Trevisano, il fut chargé par le pape Nicolas V de revoir la traduction latine que Georges de Trébizonde avait faite du traité d'Eusèbe de Césarée De præparatione evangelica. Il était à Naples en 1456, fréquentant avec assiduité la bibliothèque fondée par Alphonse V, roi d'Aragon et de Sicile. À la nouvelle qu'Æneas Sylvius, son ami, venait d'être créé cardinal, il s'empressa de l'en féliciter ; et lors de l'avénement de ce prélat en 1458 au trône pontifical sous le nom de Pie II, il revint a Rome avec l'espérance d'obtenir quelque poste important. Pourvu de la cure de St-Pantaléon, on le priva peu de temps après de ce bénéfice ; et s'étant plaint, peut-être avec trop de chaleur, il fut banni des États pontificaux. N'ayant pu faire révoquer cette sentence, Contrario quitta Rome ; et, après avoir erré dans différentes villes, revint à Naples. Il s'y appliqua, quoique déjà vieux, à l'étude de la philosophie, et tint une place honorable dans l'académie de Giovanni Pontano, son ami. Au retour d'un voyage dans les Abruzzes, il mourut. On conserve un recueil de lettres et de discours de Contrario dans la bibliothèque des olivétains à Sienne. Il avait entrepris d'écrire la vie de Pie II, mais il ne l'acheva pas dans la crainte de se montrer partial. Apostolo Zeno possédait une médaille en bronze frappée en l'honneur de Contrario. On y lisait son nom en grec autour de son eflfigie, et au revers l'inscription suivante, dans une couronne de laurier : 
« ÆMULUS OMNIS
ANTIQUITATIS
ET DOCTRINÆ »